# Cleonas
Cleonas (en griego: Αρχαίες Κλεωνές, Antigua Cleonas) es una localidad de la parte este del municipio griego de Nueva Nemea en Corintia, a 14 km al sudoeste de Corinto. Su población en 2011 era de 1092 habitantes.
El pueblo moderno se llamó Kondostavlos (Κοντόσταυλος) hasta 1963, año en el que retomó el nombre de la polis antigua de Cleonas (en griego antiguo: Κλεωναί), cuyo yacimiento arqueológico se halla cerca.
La viticultura constituye una actividad económica significativa en la región de Nemea,y por ende en Celonas, donde su cultiva una variedad autóctona de uva, la agiorgítiko.

## Historia

Mapa con algunas de las principales ciudades de la antigua Argólida donde se aprecia la ubicación de Cleonas al norte.

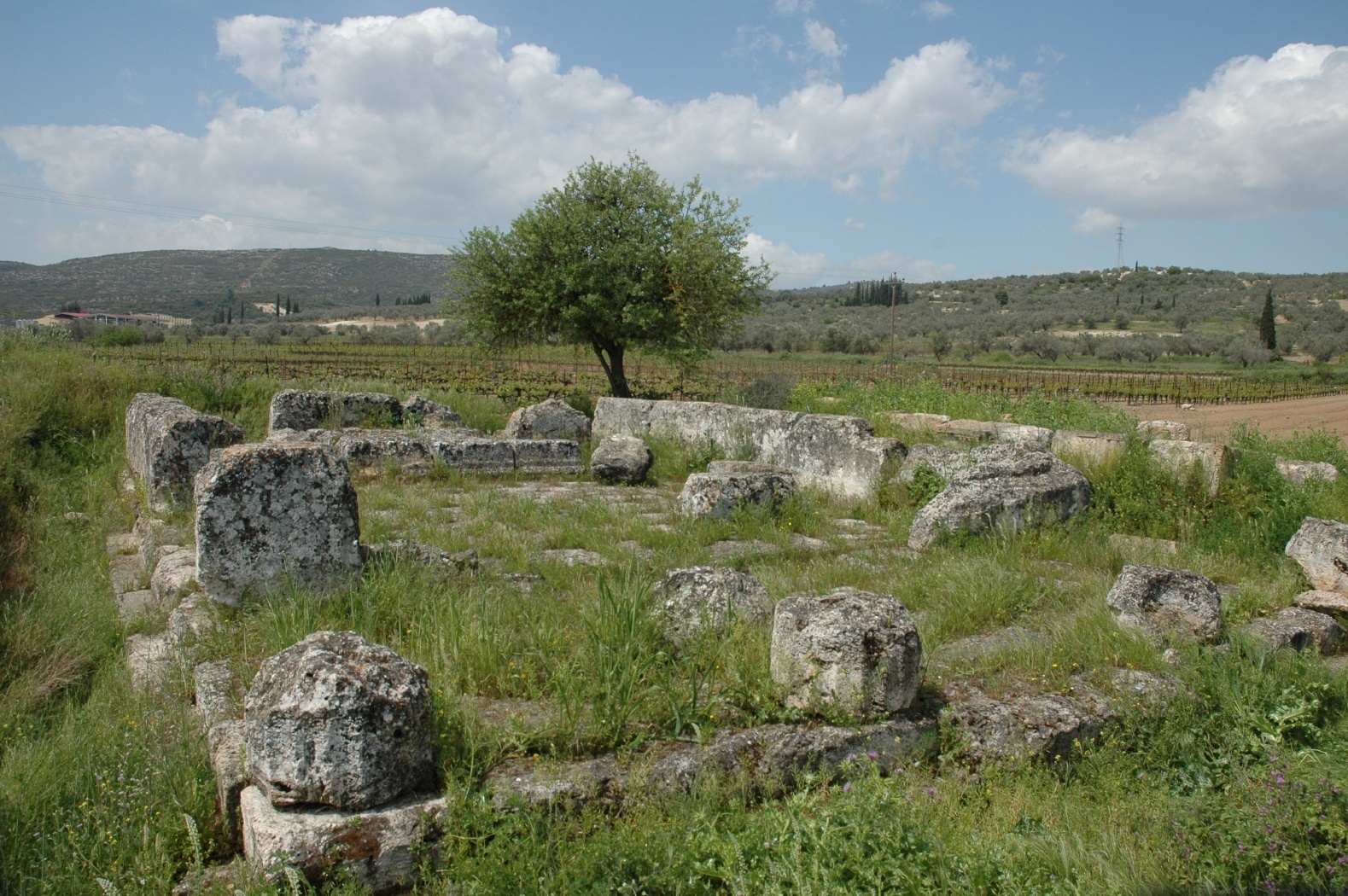
Templo de Heracles.

La ciudad antigua de Cleonas (Κλεωναί) pertenecía  a Argólide. Estaba situada entre la Antigua Corinto y Argos, al noroeste del pueblo actual de Agios Vasilios. Su acrópolis estaba formada por tres colinas; en la más occidental de ellas se hallaba ya un gran asentamiento durante la época micénica. La cerámica de la Edad del Bronce hallada en este lugar abarca periodos desde el Heládico Medio hasta el Heládico Tardío IIIB.
Homero la menciona en el Catálogo de las naves, asignándole el epíteto "bien construida", que Estrabón consideraba apropiado puesto que destaca sus muchas construcciones, protegidas por un recinto fortificado. Estaba a 120 estadios (22-23 km) al norte de Argos y a 80 estadios (unos 15 km) al sudoeste de la Antigua Corinto, desde cuya acrópolis se divisan aún sus murallas. Desde Cleonas partían dos caminos a Argos, uno era para carros y el otro era un atajo. Se ha estimado la extensión del territorio de Cleonas en unos 135 km² y su población en unos 8000 habitantes. Pausanias informa que en Esparta había una altar de Latria y Anaxandra, detrás de la tumba de Eucosmo, hijo de Licurgo. Estas gemelas eran hijas de Tersandro y nietas de Agamédidas, rey de Cleonas.
El gentilicio es cleoneo (Κλεωναîος), atestiguado en una inscripción del circa 560 a. C. y por Píndaro.
Aunque no hay referencias a su estatus de polis en fuentes arcaicas y clásicas —lo mencionan fuentes tardías como Polibio y  Pausanias—, se deduce de que tenía su propia ceca, de su control de los Juegos Nemeos, y de la mención de sus atletas victoriosos en los distintos Juegos Panhelénicos.
Su fundador epónimo sería o bien Cleones, hijo de Pélope o bien Cleone, hija del oceánida Asopo. En época de Pausanias existía un santuario de Atenea y otro con la tumba de Éurito y Ctéato. Según la mitología griega, Heracles los mató acusándoles de haberse opuesto a él cuando luchaba contra el padre de ellos, Augías. Diodoro Sículo puntualiza que mató a Éurito en Cleonas donde en su época (siglo I a. C.) se hallaba el templo de Heracles. Frickenhaus ha presuntamente identificado unos restos descubiertos en Arcaia Nemea con los restos de este templo.
Su hostilidad hacia la Antigua Corinto le condujo a aliarse con Argos, a la que ayudó a conquistar y arrasar Micenas hacia el 468 a. C. De los miceneos supervivientes algunos se refugiaron en Cleonas.
También formaron parte del contingente ateniense que al mando de Cimón, partió hacia el monte Itome para ayudar a Esparta a sofocar la rebelión de los hilotas y mesenios.
Los cleoneos formaron parte del ejército argivo que en el segundo día de la batalla de Tanagra (457 a. C.), llegaron para ayuda a los atenienses contra los beocios y espartanos. A la caída de la noche iban venciendo los argivos. Al día siguiente, los tesalios traicionaron a los atenienses y los espartanos se alzaron con  la victoria.
En el año 418 a. C., en la Batalla de Mantinea formaron parte de las filas argivas, que junto a las atenienses y mantineas se enfrentaron a los espartanos y sus aliados peloponesios. Murieron 700 soldados argivos de Cleonas, Argos y Orneas.
En la primavera del año 414 a. C., durante la guerra del Peloponeso, el ejército espartano en una ofensiva, lanzada desde Fliunte, atacaron Cleonas, pero hubieron de retirarse porque se desencadenó un terremoto que interrumpió su operación contra Argos.
En una inscripción se menciona a un cleoneo que fue próxeno de Atenas antes del 378-377 a. C., fecha del documento epigráfico. Si se acepta la restauración [Κλεωναî]ον en un decreto ateniense de 323-322 a. C. sobre la proxenía, propuesta por Piérat, se deduce que Cleonas aún era una polis a finales del siglo IV a. C. Según consta en inscripciones, en algún momento indeterminado de las últimas décadas de dicho siglo, perdió la independencia y se convirtió en una subdivisión de la polis de Argos.
Se han conservado la fortificación de la acrópolis y un recinto amurallado en la ciudad baja, tal vez anterior a la incorporación de Cleonas a Argos.
A finales del siglo V a. C. los cleoneos controlaban la celebración panhelénica bienal que tenía lugar en el santuario de Zeus en Nemea, los Juegos Nemeos, que seguramente también organizaban desde su fundación en el 573 a. C. Ciudadanos de Cleonas se alzaron con la victoria en los Juegos Olímpicos en las ediciones de los años 732 y 456 a. C.  y en los Juegos Nemeos a mediados del siglo VI a. C.
Cleonas acuñó moneda según el patrón egineta: de plata en el siglo V y de bronce en el IV a. C.. En los anversos solía figurar la cabeza de Heracles, la piel del león de Nemea o un racimo de uvas, y en el reverso una corona de perejil con las letras ΚΛ, ΚΛΞ o ΚΛΞΩ.